# Tryckkabin
En tryckkabin är en tät behållare vars uppgift är att skydda något, vanligen människor eller djur, från omgivningens tryck. En tryckkabin som utsätts för alltför stor belastning kan explodera eller implodera.

## Flygplan
En vanlig tillämpning är flygplan, där trycksättning blir nödvändig vid flygning på höjder över cirka 2 400 meters höjd. Vid denna höjd är lufttrycket cirka 75 procent (750 mbar) av normalt atmosfärstryck (1 000 mbar), vilket är en praktisk undre gräns för att inte utsätta passagerare för obehag och hälsorisker. Normal flyghöjd för moderna jetflygplan kan vara 10 000 meter. Vid denna höjd är lufttrycket mindre än 25 procent (250 mbar) av normalt atmosfärstryck, och med hjälp av systemet för trycksättning upprätthålls vanligen ett kabintryck på cirka 750 mbar, vilket på denna höjd motsvarar ett övertryck på 750 - 250 = 500 mbar (0,5 bar,ö).
Om normalt atmosfärstryck (1 000 mbar) skulle upprätthållas skulle övertrycket bli 1000 - 250 = 750 mbar (0,75 bar,ö) istället för 500 mbar (0,5 bar,ö), och det skulle krävas en 50 procent kraftigare och tyngre konstruktion hos flygplanet. Det valda trycket är en kompromiss mellan tillräcklig komfort hos passagerarna och flygplanets vikt.
Vid flygning på hög höjd så är läckage eller utebliven funktion hos systemet för trycksättning ett livshotande tillstånd, där besättningen beroende på flyghöjd har en mycket kort tillgänglig tidsrymd (så kallad TUC - Time of useful consciousness) på ibland mindre än en minut att vidta korrigerande åtgärder, till exempel att manövrera flygplanet till en lägre flyghöjd och/eller ta på sig syrgasmask.

## U-båtar
En annan tillämpning är ubåtar. Redan vid 10 meters djup tillkommer tryck från 10 meter vattenpelare = 1 bar, varför det totala trycket blir dubbelt så stort som atmosfärstrycket. Vid till exempel 300 meters djup är det tillkommande vattentrycket 30 gånger större än atmosfärstrycket (30 bar). En tät konstruktion samt system för att kontrollera tryck och gassammansättning är helt avgörande för besättningens välbefinnande.

## Andra tillämpningar
I olika sammanhang kan en tät konstruktion kombinerat med en lämplig trycksättning förhindra in- eller utläckage av oönskade substanser.
Vid flygbesprutning kan kabinen hållas vid ett mindre övertryck för att förhindra att kemikalier tränger in i kabinen på farkosten. Samma princip förekommer även i anläggningar för fast artilleri, då man vill undvika möjligheten till inträngning av stridsgas, eller i renrum där filtrerad luft pumpas in med ett mindre övertryck och förhindrar inträngning av ofiltrerad luft.
I processanläggningar med skadliga eller giftiga ämnen kan processutrymmet hållas vid undertryck, vilket förhindrar annat utläckage än det genom anordningen som vidmakthåller undertryck. Utsugen luft kan sedan filtreras eller släppas ut via skorsten.